# Rtina
Rtina – wieś w Chorwacji, w żupanii zadarskiej, w gminie Ražanac. W 2011 roku liczyła 452 mieszkańców.